# Merenwijk-Centrum
Merenwijk-Centrum is een woonbuurt in de Nederlandse stad Leiden, die deel uitmaakt van de wijk Merenwijk.